# Cortiçol-de-duas-golas
O cortiçol-de-duas-golas (Pterocles bicinctus) é uma espécie de ave da família Pteroclididae.
Pode ser encontrada nos seguintes países: Angola, Botswana, Malawi, Moçambique, Namíbia, África do Sul, Zâmbia e Zimbabwe.